# Wolfgang Huebner

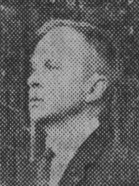
Wolfgang Huebner

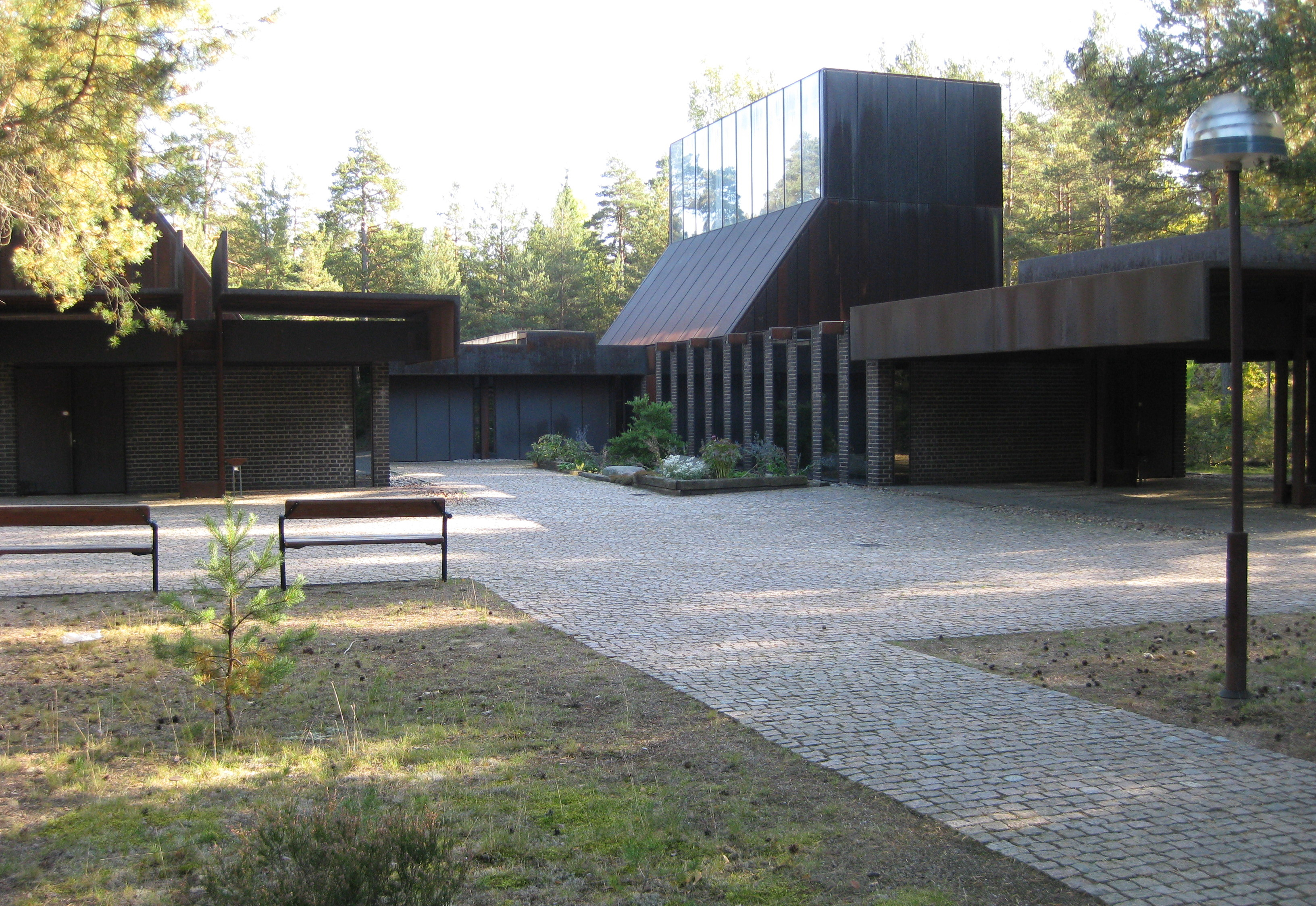
Storkällans kapell.

Sven Erik Wolfgang Huebner, född 4 september 1926 i Norrköping, död 2018, var en svensk arkitekt.
Huebner, som är son till konsul Ernst Hübner och Lucie Benkendorff, avlade studentexamen 1944 och utexaminerades från Kungliga Tekniska högskolan 1949. Han anställdes hos professor Sven Markelius 1951, på Unescos arkitektkontor i Paris 1952, hos arkitekt Lars-Erik Lallerstedt 1955, bedrev egen arkitektverksamhet från 1957, var assistent i materialbehandling med formlära vid Kungliga Tekniska högskolan från 1957 och universitetslektor i formlära vid Lunds tekniska högskola från 1967. 
I Lund studerade han även konstvetenskap och efter filosofie och teknologie licentiatexamina tjänstgjorde han som t.f. professor vid Lunds tekniska högskola. I Lund träffade han också konstnärerna Holger Bäckström och Bo Ljungberg, men hade redan tidigare genom tysk litteratur kommit i kontakt med datorgrafiken.  I likhet med Beck & Jung använde Huebner den teknik som fanns vid Datacentralen i Lund och 1972 designade han hela taket till Lomma kyrka med färgplotter. Detta är ett av datorkonstens tidigaste verk inom arkitekturen och förmodligen den första kyrka i världen som utsmyckats med hjälp av datorteknik. År 1982 blev han professor vid Universität Karlsruhe (TH), där han stannade till pensioneringen 1990.
Huebner har bland annat ritat Storkällans kapell i Nacka kommun (1970) och Hyllinge småkyrka i Skåne (1981). Han var medarbetare i studenttidskiften "Blandaren" (signaturen WOFF).